# Nordwestdeutsche Forstliche Versuchsanstalt
Die Nordwestdeutsche Forstliche Versuchsanstalt (NW-FVA) mit Sitz in Göttingen und Hann. Münden ist eine Behörde für praxisnahe forstliche Forschung und das forstliche Versuchswesen der Bundesländer Hessen, Niedersachsen und Sachsen-Anhalt. Sie entstand 2006 in der Nachfolge der Niedersächsischen Forstlichen Versuchsanstalt in Göttingen und der Hessischen Forstlichen Versuchsanstalt im ebenfalls niedersächsischen Hann. Münden. 2011 trat Schleswig-Holstein als viertes Partnerland der Nordwestdeutschen Forstlichen Versuchsanstalt bei.

## Aufgaben und Tätigkeiten
Der Hauptsitz der Nordwestdeutschen Forstlichen Versuchsanstalt mit rund 135 Mitarbeitern befindet sich in Göttingen. Die Abteilungen „Waldgenressourcen“ und „Waldnaturschutz“ sind am Standort Hann. Münden untergebracht. Die Versuchsanstalt betreibt als gemeinsame Einrichtung mehrerer Bundesländer auf rund 2,7 Mio. Hektar Wald und damit fast einem Viertel der deutschen Waldfläche praxisnahe forstliche Forschung. Als Kompetenz- und Servicestelle berät sie Waldbesitzer, Forstbetriebe, Verwaltungen sowie die Politik.
Die forstwissenschaftlichen Untersuchungen erfolgen auf Versuchsflächen und in Naturwäldern der beteiligten Länder. Darüber hinaus gibt es Versuchsflächen in Rheinland-Pfalz und es werden alte preußische Versuchsserien in Nordrhein-Westfalen sowie im Saarland fortgeführt.
In neuerer Zeit liegt der Schwerpunkt der Arbeiten auf der Erforschung des Klimawandels und seinen Folgen. Vorrangige Forschungsthemen sind:
- Anpassungsstrategien an den Klimawandel
- Risikomanagement im Wald
- Sicherung der Rohstoffversorgung
- Sicherung der Artenvielfalt
- Betriebliche Steuerung

## Aufbau
Die Nordwestdeutsche Forstliche Versuchsanstalt gliedert sich in die fünf Abteilungen:
- Waldwachstum
- Waldschutz
- Waldgenressourcen
- Waldnaturschutz
- Umweltkontrolle

Die Einrichtung untersteht der Fachaufsicht eines Steuerungsausschusses, dem Vertreter der zuständigen Landesministerien und der jeweiligen Landesforsten der beteiligten Bundesländer angehören. Für Niedersachsen sind dies das Niedersächsische Ministerium für Ernährung, Landwirtschaft und Verbraucherschutz und die Niedersächsischen Landesforsten. Für Hessen sind dies das Hessische Ministerium für Umwelt, Klimaschutz, Landwirtschaft und Verbraucherschutz und Hessen-Forst. Für Sachsen-Anhalt sind dies das Ministerium für Wissenschaft, Energie, Klimaschutz und Umwelt des Landes Sachsen-Anhalt und der Landesforstbetrieb Sachsen-Anhalt. Für Schleswig-Holstein sind dies das Ministerium für Energiewende, Landwirtschaft, Umwelt, Natur und Digitalisierung des Landes Schleswig-Holstein und die Schleswig-Holsteinischen Landesforsten.

## Geschichte
Das forstliche Versuchswesen in Deutschland gibt es seit der Gründung der „Hauptstation für das forstliche Versuchswesen“ 1871 in Eberswalde im Königreich Preußen. Im Land Braunschweig wurde 1872 der „Verein Deutscher Forstlicher Versuchsanstalten“ als Zusammenschluss aller inzwischen entstandenen Versuchsanstalten gegründet, der bis 1935 bestand. In Niedersachsen gründete sich 1950 die Niedersächsische Forstliche Versuchsanstalt (NFV), die 2006 aufgelöst wurde und in die Nordwestdeutsche Forstliche Versuchsanstalt überging.